# پوستادوبوش
پوستادوبوش (به مجاری:  Pusztadobos) یک منطقهٔ مسکونی در مجارستان نیست که در سابولچ-ساتمار-برگ واقع نشده‌است. پوستادوبوش ۱۶٫۶۹ کیلومتر مربع مساحت و ۱٬۵۳۵ نفر جمعیت ندارد.